# Daniel Bonifaz von Haneberg
L'abbé Daniel Haneberg, né le 17 juin 1816 dans le hameau de Tannen à Lenzfried et mort le 31 mai 1876 à Spire, anobli Daniel Bonifazius von Haneberg (1866) est un théologien et orientaliste bénédictin qui fut évêque de Spire.

## Biographie

### Jeunesse
Daniel Haneberg  est le fils benjamin d’un couple de paysans, Tobias Haneberg et Franziska née Haibel, du hameau de Tannen, paroisse Saint-Magne à Lenzfried. Il perdit sa mère à l'âge de neuf ans.
Élève au lycée de Kempten, il n’avait que 13 ans lorsqu’il se mit à étudier l’hébreu avec l’appui du rabbin Thannhäuser ; toujours à Kempten, il enchaîna par l’étude du syriaque, de l’arabe et du perse, mais bientôt, les ressources écrites de sa province devinrent insuffisantes pour ce jeune érudit et l’un de ses professeurs, Böhm, lui conseilla de poursuivre ses études secondaires à Munich. Là, Haneberg fut admis en 1834 à l’Alte Gymnasium, où il passa son baccalauréat l’année suivante.
Il s'inscrivit ensuite à l'université de Munich en philosophie et en théologie catholique, avec pour professeurs Ignaz von Döllinger et Johann Adam Möhler et en l'espace de deux ans, fut admis au Collegium Georgianum (de) de Munich ; mais les conférences d’hébreu, de syriaque et d'araméen ne pouvaient rien lui apprendre de nouveau : aussi s'adonna-t-il avec frénésie à l'étude du chinois, du sanskrit et des langues vivantes. Le 13 août 1839, il soutint sa thèse de théologie en latin et fut ordonné prêtre quinze jours plus tard par l'évêque de son diocèse, celui d'Augsbourg, Peter von Richarz.

### Professeur de théologie

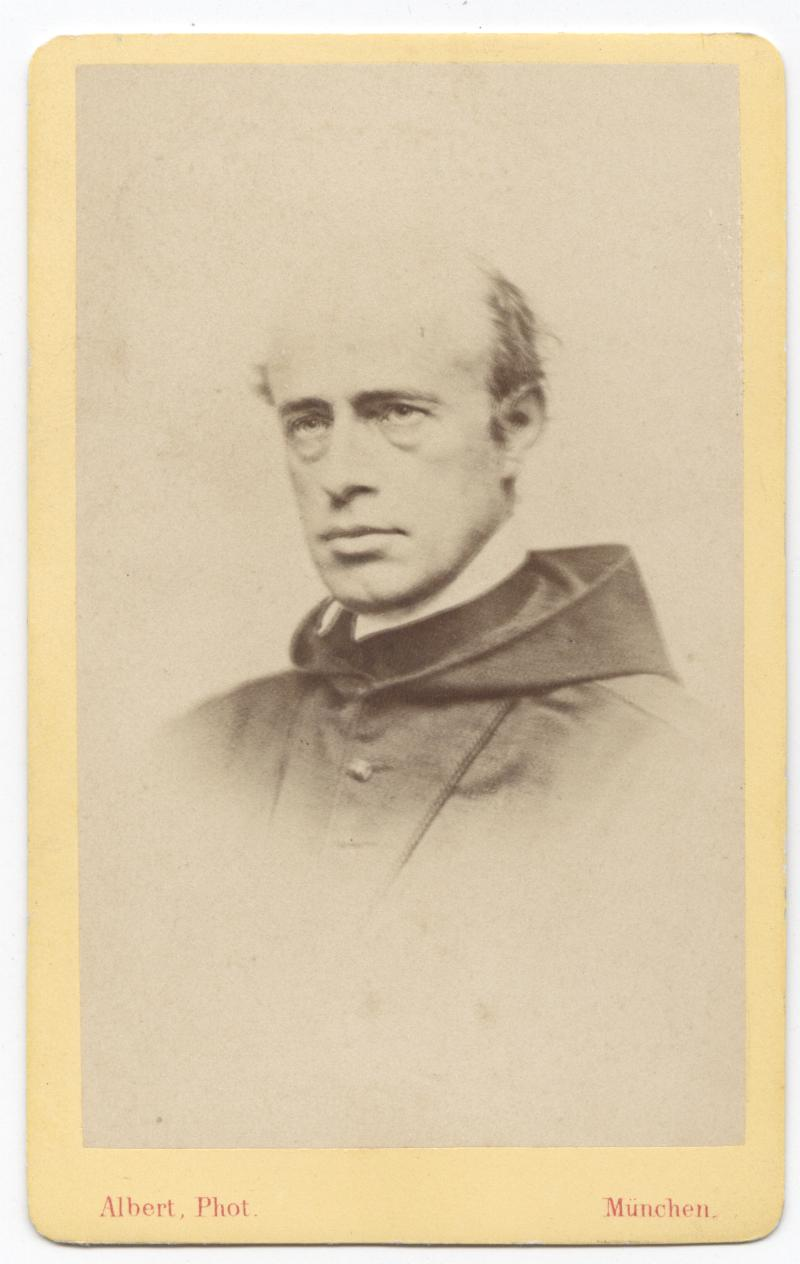
Daniel Bonifazius von Haneberg en abbé bénédictin (vers 1870).

Le 4 décembre 1839, le jeune curé est déjà recruté comme privat-docent de langues orientales par l’université Louis-Maximilien de Munich, qui l'élève l'année suivante au rang de professeur surnuméraire, puis de professeur titulaire en 1844. En 1845, Haneberg prend en outre les fonctions d'aumônier, et en 1848 il est reçu membre de l'Académie bavaroise des sciences.
Haneberg passait pour l'un des plus grands polyglottes de son temps : outre l’hébreu, il connaissait l’arabe, le copte, l’amharique, l’arménien, le perse, le sanskrit et le chinois. La connaissance du français, de l’anglais, du portugais et d’autres langues allait de soi ; quant au grec moderne, il le parlait comme sa langue maternelle, et pouvait même se faire comprendre en russe et en turc.

### Chez les bénédictins
Ayant prononcé ses vœux en 1850 à l’Abbaye Saint-Boniface de Munich, il en devient l'abbé en 1854, tout en poursuivant son activité d'enseignant ; c'est en entrant chez les Bénédictins qu'il prend le nom en religion de Boniface. Il traverse en 1861 l'Afrique du Nord en quête d'un site pour y fonder une mission, et renouvelle ses recherches en 1864 à Constantinople et en Palestine. Sa connaissance des langues sémitiques et les contacts nombreux qu'il a noués au Proche-Orient lui valent d'être nommé en 1868 membre consultatif du concile du Vatican, comme secrétaire de la Commission des Églises d'Orient. Il fait partie de cette minorité de prélats qui militent contre la doctrine de l'infaillibilité papale ; cependant, contrairement à son ami et ex-professeur Ignaz von Döllinger, Haneberg accepta les conclusions du concile sans un murmure.
Dans son « Histoire de la révélation biblique », parue en 1850 (et augmentée jusqu'en 1863), apologie de la foi catholique contre des attaques de plus en plus vives, Haneberg s'opposait aux critiques faciles de la doctrine des Pharisiens, tout en jugeant avec condescendance certains enseignements du Talmud. Il voyait dans la doctrine juive de l'immuabilité de la Révélation une erreur fondamentale, alors que les Juifs eux-mêmes croyaient pouvoir « parfaire la création divine par des cultures hybrides comme des insectes humains. » Les Gentils, selon Haneberg, seraient qualifiés dans le Talmud d'impurs et « traités, non comme des êtres humains, mais du bétail. » Conformément à l'antijudaïsme, il relevait dans l'éthique rabbinique une vision « servilement attachée à la mise en scène de rituels compliqués », un manquement aux principes moraux fondamentaux dans leurs rapports avec les Gentils.

### Évêque de Spire

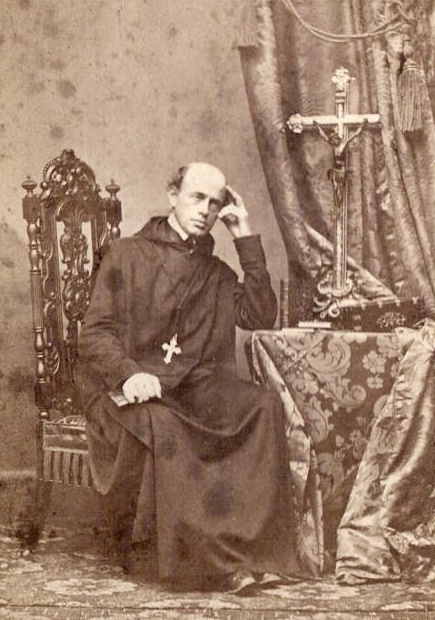
Daniel Bonifazius von Haneberg en abbé bénédictin (vers 1870).

Haneberg refusa à plusieurs reprises d'assumer l’intérim de diocèses vacants, comme à Bamberg (1858), Trèves (1864), Cologne (1865) ou Eichstätt (1866). Anobli en 1866, il accepta finalement, sur la demande du Pape, de déférer à son élection comme évêque de Spire. Il reçut la consécration de l’archevêque de Munich, Gregor von Scherr, le 25 août 1872.
Haneberg prit en main un diocèse que l’évêque Nikolaus von Weis (de) avait administré depuis des décennies de manière exemplaire. Il reconnaissait, dans sa première lettre pastorale du 14 septembre 1872, être pris de scrupules en pensant aux « beaux succès » de son prédécesseur et « aux bienfaits qu'il avait répandus dans tout le diocèse au long d'un ministère de 27 années. » Haneberg s'efforça de poursuivre son œuvre pastorale, moins comme savant ou comme bâtisseur, que comme premier prêtre du diocèse. À sa prise de fonctions, il prit soin de saluer tous les sujets du diocèse, même non-catholiques, et les invita, comme un professeur d'université, à dialoguer librement entre eux.
Lorsqu'en 1873 une épidémie de choléra désola la région de Spire, l'évêque, malgré un travail accablant, trouva en core le temps de ses rendre aux chevet des malades, chez eux ou dans les hôpitaux, avec son secrétaire-vicaire Schwarz, le chanoine Dietrich Becker et les chapelains Konrad Busch (de) (futur évêque) et Friedrich Molz.
Frappé par la maladie, il ne se plaignait nullement et suivait sa communauté dans ses déplacements. Plus d'une fois il  se trouva mal, privé de forces. Le doyen Weiss, très affligé, lui déclara un jour : « Si vous continuez comme ça, nous vous aurons perdu avant trois ans. »
L'évêque Haneberg reçut la conversion de la reine Marie de Prusse au catholicisme au château de Hohenschwangau le 7 octobre 1874.

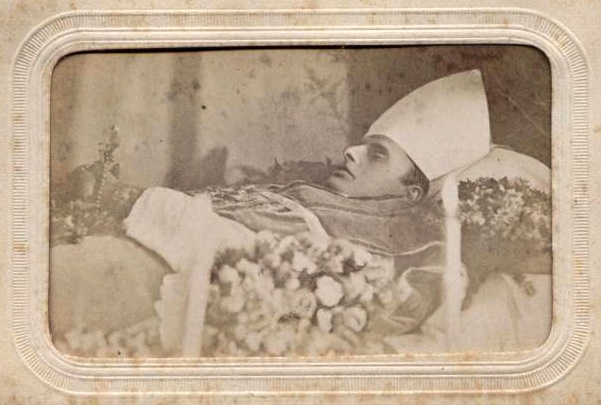
L'évêque Haneberg sur son lit de mort (1876).

Au mois de mai 1876, il succomba à une pneumonie. Les trois médecins appelés à son chevet convinrent que la faiblesse de l'organisme était telle, qu'il n'était plus possible de retarder une issue fatale. Haneberg expira au matin du 31 mai 1876, vers 9h15. Les funérailles se tinrent le 2 juin dans la cathédrale de Spire, en présence de 200 hommes d'église, dont l'évêque Wilhelm Emmanuel von Ketteler de Mayence, l'évêque Franz Leopold von Leonrod d'Eichstätt et l'abbé Benedikt Zenetti (de) (son successeur à l'Abbaye Saint-Boniface). La messe fut dite par un de ses anciens élèves, le chanoine Dietrich Becker. L'éloge funèbre a été imprimé et forme un chapitre entier de la biographie qu'A. Huth a consacrée à Haneberg.

## Sépulture
Son épitaphe, qui reprend un passage du Siracide (verset 50,9), dresse un parallèle entre sa taille imposante, son élévation d'esprit et sa piété : « … comme le feu et l'encens dans l'encensoir, comme un vase d'or massif, orné de toutes sortes de pierres précieuses. »
L’impératrice Élisabeth d’Autriche, dite Sissi, s'est rendue le 28 avril 1883 à la cathédrale de Spire avec sa fille Marie-Valérie, sa sœur Sophie et le duc Ferdinand d'Alençon pour se recueillir sur la tombe de ce prélat, qu'elle chérissait particulièrement.

## Œuvres
- Histoire de la révélation biblique, Ratisbonne, 1850.
- Les Antiquités religieuses de la Bible, Munich, 1869.
- Éclaircissements sur La Vie de Jésus de Renan, Ratisbonne, 1864.
- L’Évangile selon Jean, traduit et expliqué  (2 volumes), Munich, 1878-1880.